# Pippa Bennett-Warner

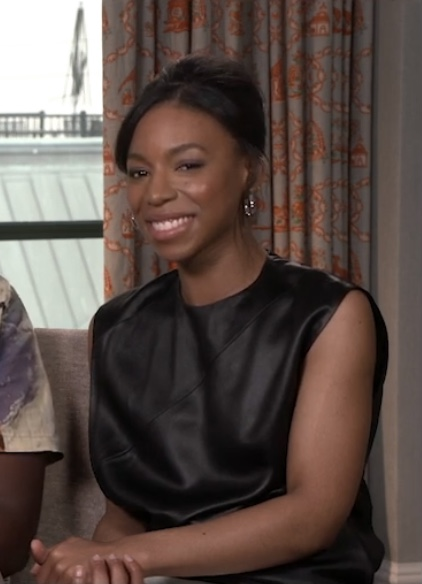
Pippa Bennett-Warner

Philippa Elaine Fanti „Pippa“ Bennett-Warner (* 23. Juli 1988 in Banbury) ist eine britische Theater- und Filmschauspielerin.

## Leben
Pippa Bennett-Warner ist die Tochter einer Jamaikanerin und eines Vaters von St. Kitts. Schon 1999 spielte sie beim Musical Der König der Löwen. Von 2006 bis 2010 studierte sie Schauspiel an der Royal Academy of Dramatic Art. Für ihre Rolle der „Cordelia“ in der Tragödie König Lear wurde sie für den Ian-Charleston-Award nominiert. Das Stück wurde auch in der Reihe National Theatre Live ausgestrahlt. Sie war die nächsten Jahre überwiegend am Theater tätig.
Ab 2017 spielte sie in den Serien Sick Note und Harlots – Haus der Huren. Ab 2020 spielte sie „Shannon Dumani“ in der Serie Gangs of London.

## Filmografie (Auswahl)
- 2014: The Smoke (Miniserie, 8 Folgen)
- 2016: Wakefield – Dein Leben ohne dich (Wakefield)
- 2017: The Foreigner
- 2017–2018: Sick Note (Fernsehserie, 13 Folgen)
- 2017–2019: Harlots – Haus der Huren (Harlots, Fernsehserie, 23 Folgen)
- 2018: Patient Zero
- 2018: Johnny English – Man lebt nur dreimal (Johnny English Strikes Again)
- 2019: Real
- seit 2020: Gangs of London (Fernsehserie, 9 Folgen)
- 2021: Open
- 2022: See How They Run
- 2023: Obsession (Miniserie, 3 Folgen)